# 乍得争取团结和社会主义行动
乍得争取团结和社会主义行动（法語：Action Tchadienne pour l'unité et le socialisme，缩写为ACTUS；阿拉伯语：‎）是乍得的一个共产主义政党。该党成立于1981年。该党的秘书长是菲代勒·蒙加尔，他是一名医生和资深政治家，曾在1993年4月7日—11月6日担任乍得总理。该党出版刊物《观点》。